# Fandango
Pour les articles homonymes, voir Fandango (homonymie).

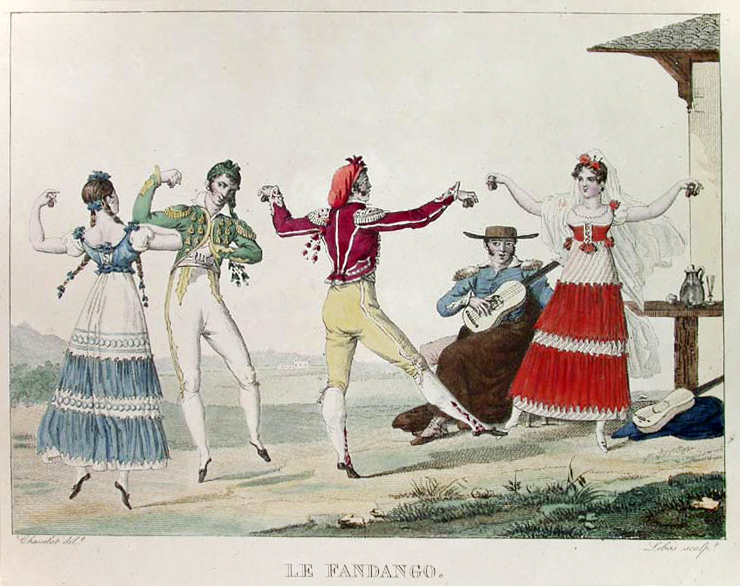
Fandango, peinture par Pierre Chasselat (1753-1814).

Le fandango est un style musical et une danse traditionnelle espagnole de couple, d'origine andalouse, sur un rythme 
 ou 
, accompagnée de castagnettes et de guitare qui peut être chantée. Les caractéristiques du fandango sont un rythme continu de castagnettes et une accélération constante du tempo.

## Origines
Ses origines remontent au XVIIe siècle, époque où son rythme était relativement plus lent, et à 
. Le fandango s'est transformé à 
 dans un tempo assez rapide (allegretto).
L'étymologie arabe du terme semble douteuse ; on lui préfère une origine africaine. On a aussi évoqué une origine latine, le mot fatum « destin », d'où viendrait aussi le mot fado. La danse fut introduite en Europe par les Espagnols qui revenaient des Indes occidentales après avoir fréquenté les Noirs déportés de la Guinée. Un manuscrit pour guitare anonyme du XVIIIe siècle, conservé à la bibliothèque de Madrid est intitulé Fandango indiano. Un autre du même titre, pour clavier cette fois-ci, est attribué à Domenico Scarlatti. Cette similitude fait supposer une origine américaine, voire Aztèque, ainsi que le suggère Rafael Puyana.
Le fandango est également une danse traditionnelle portugaise de la région du Ribatejo, pratiquée au Portugal et en Amérique. Le fandango est dansé de l'Andalousie et l'Estrémadure jusqu'aux Asturies et au Pays basque, en passant par les provinces du Levant.
La zarzuela Vendado es amor, no es ciego de Cañizares, mise en musique par José de Nebra et créée à Madrid en 1744, comprend un fandango ("Tempesta grande amigo se arma en la selva") chanté par les deux graciosos ; le nom de cette danse y est explicitement mentionné ("Para alivio del susto vaya un fandango"). D'extraction populaire, le fandango devient vite une signature espagnole lorsqu'il atteint la haute société, pour s'exporter partout en Europe, comme en témoignent les œuvres de Gluck ou Mozart.

## Caractéristiques

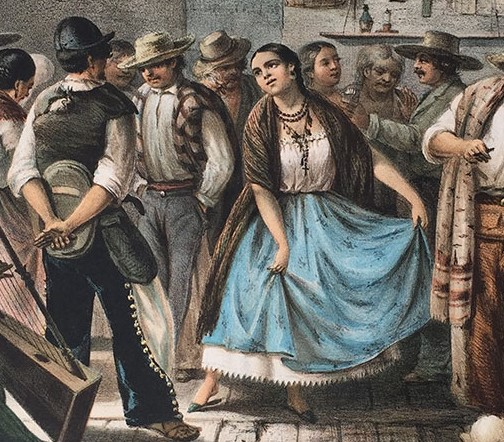
Fandango mexicain au XIXe siècle.

Caractérisé par des mouvements vifs, le fandango se pratique en couple avec un accompagnement à la guitare et aux castagnettes. Les danseurs en marquent le mouvement avec des castagnettes et en frappant du talon. Ils ne se touchent pas. Les parties dansées alternent avec des « coplas » chantées sur des vers en partie improvisés.
Le fandango est en mode mineur, d'un mouvement à la fois animé et voluptueux, et sans finale marquée, ce qui permet de le recommencer autant de fois qu'on veut.
En l'absence de description précise de la danse dans les manuels espagnols, les historiens s'appuient sur les descriptions assez subjectives qu'en donnent les voyageurs.
On danse aussi le fandango en forme de contredanse à 4 couples (séguédille, ballade populaire chantée et dansée). Connu depuis le XVIIe siècle, le fandango fit l'admiration, lors de son passage à Madrid, de Casanova qui en appréciait les accents amoureux :

« On ne saurait décrire le Fandango : chaque couple fait mille attitudes, mille gestes d'une lascivité dont rien n'approche. Là se trouve l'expression de l'amour depuis sa naissance jusqu'à la fin, depuis le soupir jusque l'extase. Il me paraissait impossible qu'après une danse pareille, la danseuse pût rien refuser à son danseur. Car le fandango enflamme tous les sens d'une extrême passion. Le plaisir que j'ai éprouvé à la vue de cette bacchanale faillit m'arracher un cri d'emportement. »

— Casanova, 1767
À la fois danse de ville et de théâtre, le fandango est l'une des danses espagnoles les plus anciennes et les plus courantes.

## Variantes du fandango
Il existe des variantes régionales ou locales du fandango, dont la dénomination varie selon les lieux : murciana, malagueña, granaína, cartagenera, taranta ou bandolá. Toutes sont apparentées à la séguédille castillane et au boléro.

### Fandanguillo
Le fandango possède une ramification mineure : le fandanguillo ou fandango de Cadix. Il s'agit d'un chant et d’une danse populaires comprenant une introduction à la guitare sur neuf temps, appelée salida (« sortie »), qui précède le couplet de six vers.

## Compositeurs de fandango

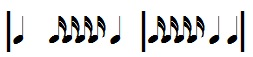
Rythme du fandango.

De grands compositeurs ont écrit des fandangos :
- Mi-XVIIIe : Antonio Soler, Fandango en ré mineur, pour clavecin, R. 146 (attribution supposée[3])

- 1738 : Scarlatti, Fandango
- 1761 : Gluck, Don Juan
- 1786 : Mozart, Les Noces de Figaro (Finale de l'acte III)
- 1798 : Luigi Boccherini, Quintette à cordes, en ré majeur, avec guitare « Del Fandango », G.448. Le violoncelliste pose son instrument et joue des castagnettes pendant une trentaine de mesures.
- 1887 : Rimski-Korsakov, Capriccio espagnol
- 1891 : Federico Moreno Torroba, Suite Castellana, Fandanguillo pour guitare
- Fin-XIXe : Henri Kling, op. 556 pour violon et piano
- 1905-1908 : Isaac Albéniz, Málaga, de la suite Iberia
- 1912-1914 : Granados, El Fandango del candil et Serenata del espectro, de la suite Goyescas
- 1919 : Manuel de Falla, Danza del molinero, du ballet Le Tricorne
- 1928 : Ernesto Halffter, Danza de los jóvenes, du ballet Sonatina
- 1930 : Joaquín Turina, Fandanguillo
- Début-XXe : Gabriel Macandé, fandangos pour guitare flamenco
- 1954 : Joaquín Rodrigo, Tres piezas españolas, Fandango en mi majeur, pour guitare
- 1959 : Bernard Herrmann, générique de La Mort aux trousses